# عقد 1130
عقد 1130 هو عقد امتد بين 1 يناير 1130 و31 ديسمبر 1139 بحسب التقويم الميلادي. سبقه عقد 1120 ولحقه عقد 1140.

## أحداث
- معركة رينيانو (1137)
- معركة إفراغة (1134)
- معركة أوريك (1139)
- زلزال حلب (1138)
- معركة بعرين (1137)
- حصار قورية (1138)

## مواليد
- موسى بن ميمون (1135)
- يواكيم الفيوري (1135)
- فرناندو الثاني ملك ليون (1137)
- جوسلين الثالث كونت الرها (1134)
- ياروسلاف الثاني أمير كييف (1132)
- ابن قلاقس الإسكندري (1137)
- سانشا من قشتالة، ملكة نافارا (1137)
- قسطنطينوس كالمنوس (1137)
- سانشو السادس (1132)
- أبو يعقوب يوسف بن عبد المؤمن (1138)
- ويليام الأيادي البيضاء (1135)

## وفيات
- ابن حمديس (1133)
- ابن تومرت (1130)
- إديلا نورماندي (1137)
- ويليام العاشر، دوق آكيتاين (1137)
- الفتح بن محمد بن خاقان (1134)
- الآمر بأحكام الله (1130)
- لويس السادس ملك فرنسا (1137)
- أحمد بن بركة بن يحيى أبو بكر البقال (1137)
- بوهيموند الثاني (1130)
- السنائي (1131)
- ابن الزقاق البلنسي (1133)

## كتب
- Yves Denis Papin (1998). Chronologie de l'histoire ancienne. Lieu de publication non identifié: Éditions Jean-paul Gisserot. ISBN:2-87747-346-5. OCLC:40746926. مؤرشف من الأصل في 2022-03-16.
- موسوعة حضارة العالم (2002) لأحمد محمد عوف.

## روابط خارجية
- تصفح سنة بسنة عقد 1130 على موقع onthisday.com
- تصفح سنة بسنة عقد 1130 ابتداءً من سنة عقد 1130 على موقع المكتبة الوطنية الفرنسية